# Alysia fossulata
Alysia fossulata är en stekelart som beskrevs av Léon Abel Provancher 1888. Alysia fossulata ingår i släktet Alysia och familjen bracksteklar. Inga underarter finns listade i Catalogue of Life.